# Micromax Canvas A100
De Micromax Canvas A100 is een phablet van de Indiase fabrikant Micromax. Het toestel wordt geleverd met Android-versie 4.0 Ice Cream Sandwich en is inmiddels opgevolgd door de Micromax A110 Canvas 2. Het toestel is op de Indiase markt uitgebracht en is alleen verkrijgbaar in het zwart.
De Canvas A100 heeft een schermdiagonaal van 5 inch en behoort daarmee tot de phablets, een categorie gelegen tussen de smartphones en de tablets. Ondanks het grote scherm heeft het toestel een relatief lage resolutie van 854 bij 480 pixels. De Canvas A100 gebruikt een dualcore-processor die aftikt op een kloksnelheid van 1 GHz. Aan de achterkant van de phablet bevindt zich een 5 megapixelcamera en aan de voorkant is er een VGA-camera met een resolutie van 0,3 megapixels om mee te kunnen videobellen.